# Robert Mueller
Robert Swan Mueller III (sinh ngày 07 tháng 8 năm 1944) là một luật sư người Mỹ, từng là Giám đốc thứ sáu của Cục Điều tra Liên bang (FBI).
Ngày 17 tháng 5 năm 2017, Thứ trưởng Bộ Tư pháp bổ nhiệm Mueller làm Công tố viên đặc biệt chỉ huy cuộc điều tra về những cáo buộc Nga can thiệp vào cuộc bầu cử năm 2016 tại Hoa Kỳ.

## Tiểu sử
Mueller sinh ngày 7 tháng 8 năm 1944, tại New York City, New York, con trai của Alice C. (née Truesdale) và Robert Swan Mueller. Ông cố nội của ông là giám đốc điều hành đường sắt William Truesdale; Tổ tiên của ông bao gồm Đức, Scotland, và Anh. Mueller lớn lên bên ngoài Philadelphia, Pennsylvania. Một năm 1962 tốt nghiệp trường St. Paul's, ông tiếp tục nhận được một A.B. Từ Đại học Princeton vào năm 1966, nơi ông chơi lacrosse, một Thạc sĩ về Quan hệ Quốc tế từ Đại học New York năm 1967 và tiến sĩ của Trường Luật Đại học Virginia năm 1973.

## Quân dịch
Mueller gia nhập Thủy quân Lục chiến Hoa Kỳ, nơi ông làm sĩ quan trong ba năm, dẫn đầu một trung đội súng trường của Sư đoàn Thủy quân số 3 trong Chiến tranh Việt Nam. Ông là người nhận ngôi sao đồng, hai Huy chương khen thưởng Hải quân, Trái tim Tím và Chữ thập Hào hùng Việt Nam.

## Sự nghiệp
Sau khi phục vụ quân đội, Mueller tiếp tục học tại trường Đại học Luật Virginia, cuối cùng phục vụ trong việc Đánh giá Luật. Sau khi nhận được bằng Thạc sĩ Luật của Juris, Mueller đã làm việc với tư cách là người tố tụng tại San Francisco cho đến năm 1976.
Sau đó, ông phục vụ trong 12 năm tại Văn phòng Luật sư Hoa Kỳ. Ông lần đầu tiên làm việc trong văn phòng của Luật sư Hoa Kỳ tại Quận Bắc California ở San Francisco, nơi ông ta trở thành trưởng phòng hình sự, và năm 1982, ông chuyển tới Boston để làm việc tại văn phòng của Văn phòng Luật sư Hoa Kỳ Quận của Massachusetts là Trợ lý Luật sư Hoa Kỳ, nơi ông điều tra và truy tố các vụ gian lận về tài chính, khủng bố và tham nhũng công khai, cũng như các kế hoạch ma túy và các nhà rửa tiền quốc tế.
Sau khi phục vụ như một đối tác tại công ty luật Boston của Hill và Barlow, Mueller trở lại phục vụ chính phủ. Năm 1989, ông phục vụ trong Bộ Tư pháp Hoa Kỳ như là một trợ lý cho Bộ trưởng Tư pháp Dick Thornburgh. Năm sau ông chịu trách nhiệm về bộ phận hình sự của mình. Trong nhiệm kỳ của mình, ông giám sát các vụ truy tố gồm có Manuel Noriega, vụ 103 ở Lockerbie, và ông chủ Gambino ông John Gotti. Năm 1991, ông được bầu làm đồng nghiệp của Trường Cao đẳng Luật sư Hoa Kỳ.
Năm 1993, Mueller trở thành đối tác của Hale và Dorr của Boston, chuyên về tranh tụng hình sự về tội phạm cổ trắng. Ông trở lại với dịch vụ công năm 1995 với tư cách là nhân vật cao cấp trong bộ phận giết người của Văn phòng Chưởng lý Hoa Kỳ Quận Columbia. Năm 1998, Mueller được gọi là Luật sư của Hoa Kỳ cho Quận Bắc California và giữ chức vụ đó cho đến năm 2001.

## Cục Điều tra Liên bang

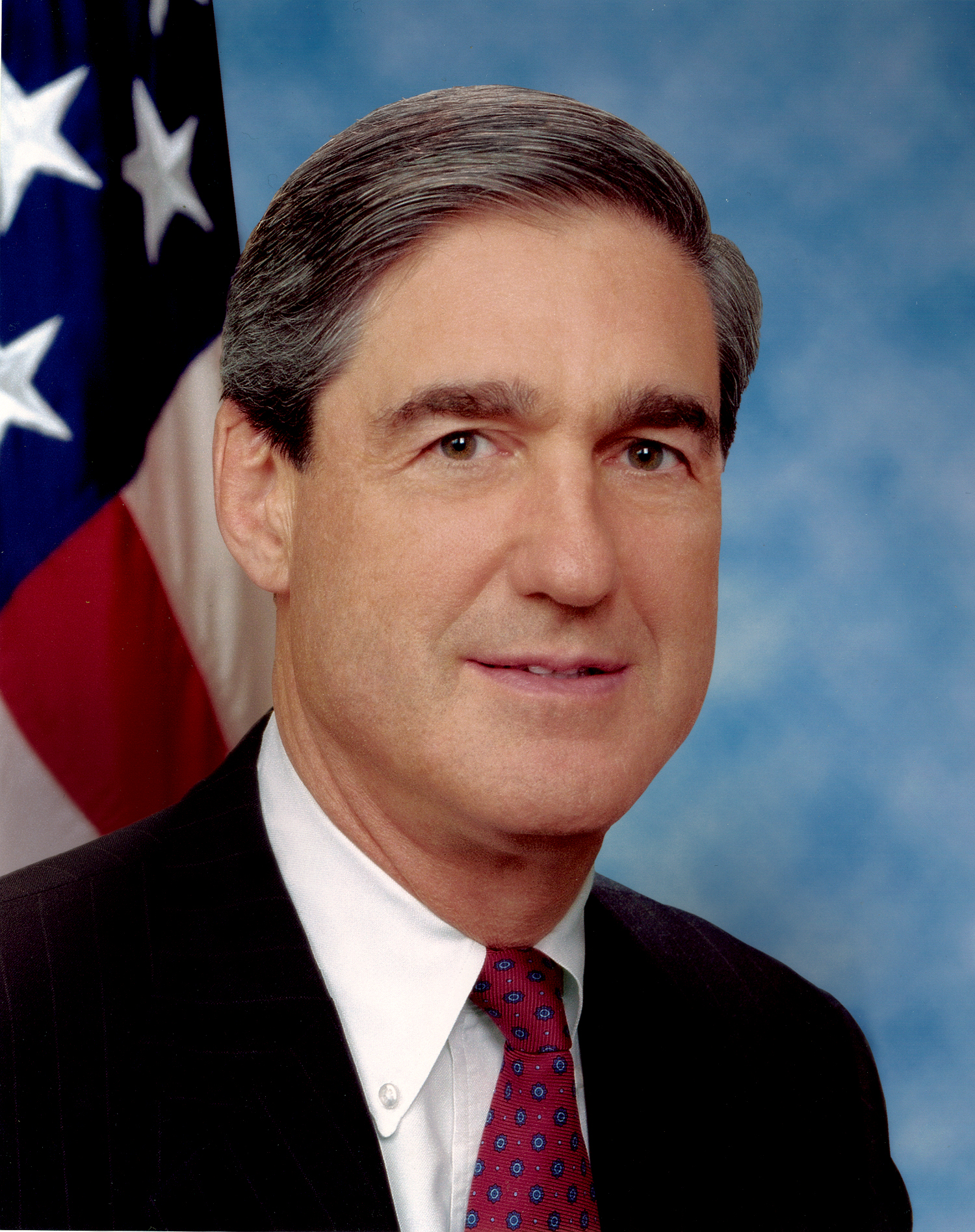
Chân dung chính thức, khoảng năm 2001

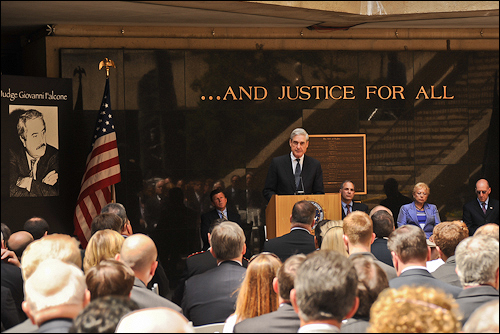
Tại sự kiện tưởng niệm Giovanni Falcone, ông Mueller nói với khán giả về sự thực thi pháp luật của Mỹ và Ý rằng các mối quan hệ đã được tạo ra từ năm trước giữa Cảnh sát Quốc gia Italia và FBI đã mang lại những kết quả to lớn trong thời đại tội phạm và khủng bố quốc tế. Tiêu chuẩn cho sự hợp tác toàn cầu giữa các cơ quan thực thi pháp luật ".

Mueller được đề cử vào chức vụ Giám đốc FBI vào ngày 5 tháng 7 năm 2001 Ông và hai ứng cử viên khác đã được lên cho công việc. Vào thời điểm đó, nhưng ông đã luôn luôn được coi là người tiên phong. Luật sư Washington, George J. Terwilliger III, và công tố viên kỳ cựu Chicago và luật sư bào chữa cổ trắng Dan Webb đã lên làm việc nhưng cả hai đều rút khỏi cuộc điều tra vào khoảng giữa tháng Sáu. Các buổi điều trần khẳng định cho Mueller, trước Ủy ban Tư pháp Thượng viện, đã được đưa ra nhanh chóng vào ngày 30 tháng 7, chỉ ba ngày trước khi phẫu thuật ung thư tuyến tiền liệt của mình. Cuộc bỏ phiếu trên Thượng viện vào ngày 2 tháng 8 năm 2001 đã được thông qua một cách nhất trí, 98-0. Ông đã từng làm Phó Chưởng lý của Bộ Tư pháp Hoa Kỳ trong nhiều tháng, trước khi chính thức trở thành Giám đốc FBI vào ngày 4 tháng 9 năm 2001, chỉ một tuần trước khi các cuộc tấn công ngày 11 tháng 9 chống lại Hoa Kỳ.
Vào ngày 12 tháng 5 năm 2011, có thông báo rằng Tổng thống Obama đã yêu cầu Giám đốc Mueller tiếp tục điều khiển FBI thêm 2 năm nữa so với nhiệm kỳ hiện tại, hết hạn vào ngày 4 tháng 9 năm 2013. Thượng viện Hoa Kỳ thông qua yêu cầu này vào ngày 27 tháng 7 năm 2011. Mueller đã từ chức vào ngày 4 tháng 9 năm 2013, và được thay thế bởi James Comey.

## Điều tra nghe trộm điện thoại trong nước
Giám đốc Mueller cùng với Phó Bộ trưởng Tư pháp James B. Comey đề nghị từ chức vào tháng 3 năm 2004 nếu Nhà Trắng bác bỏ một Bộ Tư pháp cho rằng việc nghe trộm điện thoại trong nước mà không có lệnh tòa là vi hiến. Tổng chưởng lý John D. Ashcroft đã bác bỏ sự đồng ý của ông với Chánh văn phòng Nhà Trắng, Andrew Card và Cố vấn Nhà trắng Alberto R. Gonzales từ bỏ phán quyết của Bộ Tư pháp và cho phép tiến hành chương trình nghe lén trong nước. Vào ngày 12 tháng 3 năm 2004, Tổng thống George W. Bush đã ủng hộ những thay đổi trong chương trình đủ để thỏa mãn mối quan tâm của Mueller, Ashcroft và Comey. Mức độ nghe trộm không giám sát trong nước của Cơ quan An ninh Quốc gia theo Chương trình Giám sát của Tổng thống vẫn còn chưa được biết đến nhiều.

## Sự nghiệp sau khi rời FBI
Sau khi rời FBI vào năm 2013, Mueller trở thành giáo sư thỉnh giảng tại Đại học Stanford, nơi ông tập trung vào những vấn đề liên quan đến an ninh mạng. Ngoài vị trí giảng dạy của mình, Mueller cũng đã tham gia công ty luật WilmerHale với tư cách là một đối tác của họ tại văn phòng Washington, D.C.

## Công tố viên đặc biệt
Ngày 17 tháng 5 năm 2017, Thứ trưởng Bộ Tư pháp Rod Rosenstein bổ nhiệm Mueller vào chức vụ Công tố viên đặc biệt của Bộ Tư pháp. Việc bổ nhiệm này được thực hiện sau khi Tổng thống Trump bãi nhiệm Giám đốc FBI James Comey, và những cáo buộc cho rằng "tổng thống yêu cầu Ông Comey đình chỉ cuộc điều tra đối với cựu Cố vấn An ninh Quốc gia Michael Flynn.